# Estadio Juan Gaspar Prandi
El estadio Juan G. Prandi, anteriormente conocido como Parque Prandi y Parque Cincuentenario Juan G. Prandi, es un estadio de fútbol ubicado en la ciudad de Colonia del Sacramento, departamento de Colonia. Es propiedad del Club Plaza Colonia.
El estadio fue inaugurado el 22 de abril de 1967, y luego de una serie de reformas, fue reinaugurado el 10 de marzo de 2018, con victoria ante Tacuarembó Fútbol Club por 2 a 0. Dependiendo de la fuente, algunas indican que actualmente posee un aforo de 3.000 personas sentadas, mientras que otras referencias indican que la capacidad del estadio es de 4.500 espectadores.
En 2021 Plaza Colonia invirtió en el estadio, continuando su modernización y colocándole un sistema de iluminación para la disputa de partidos nocturnos.